# Staatkundige hervormingen binnen het Koninkrijk der Nederlanden

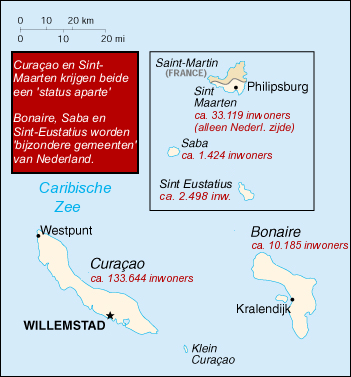
Staatkundige hervormingen binnen het Koninkrijk der Nederlanden ingaande 10 oktober 2010.

Dit artikel behandelt de staatkundige hervormingen binnen het Koninkrijk der Nederlanden zoals die op 10 oktober 2010 van kracht zijn geworden. De voorgaande jaren was gebleken dat de staatkundige stand van zaken van het Caribisch deel van het koninkrijk, destijds bestaande uit Nederlandse Antillen en Aruba, niet bevredigend was. Om die te verbeteren werd het Statuut voor het Koninkrijk der Nederlanden herzien.

## Voorgeschiedenis

### Volksraadplegingen 2004/2005
Om een goed beeld te krijgen van de staatkundige vorm van de Antillen werden op alle eilanden volksraadplegingen gehouden. In 2000 gaf het eilandgebied Sint Maarten (het zuidelijke, Nederlandse deel van het eiland Sint Maarten) al te kennen een status aparte zoals Aruba te prefereren. Op 10 september 2004 stemde 59,5% van de bevolking van Bonaire voor het opheffen van de Antillen en voor directe banden met Nederland. Het eilandgebied Saba stemde voor dezelfde directe relatie op 1 oktober 2004. De bevolking van Curaçao stemde op 8 april 2005 voor een status aparte en Sint Eustatius stemde, op dezelfde dag, voor een Antillen 'nieuwe stijl'.

### Advies van de werkgroep BFV
Ter gelegenheid van het 50-jarig bestaan van het Koninkrijksstatuut werd in 2004 de werkgroep Bestuurlijke en Financiële verhoudingen Nederlandse Antillen (BFV) in het leven geroepen, die als doel had de huidige staatkundige structuur van het koninkrijk te analyseren en aanbevelingen te doen over mogelijke toekomstige staatkundige hervormingen. De werkgroep werd voorgezeten door Edsel Jesurun, oud-gevolmachtigd minister van de Nederlandse Antillen. De kern van het advies van de werkgroep bestond uit het opheffen van het land Nederlandse Antillen, het toekennen van de status van land aan de eilandgebieden Curaçao en Sint-Maarten en om van Bonaire, Saba en Sint Eustatius zogenaamde Koninkrijkseilanden te maken. Dit advies kwam overeen met de wensen van de eilanden die uit de verschillende volksraadplegingen naar voren kwamen. Naast dit advies deed de werkgroep ook aanbevelingen ten aanzien van de versterking van de bestuurskracht, de oplossing van de schuldenlast en mogelijke nieuwe taken voor het Koninkrijk.

### Rondetafelconferenties
Op 17 september 2005 heeft Alexander Pechtold, minister voor Bestuurlijke vernieuwing en Koninkrijksrelaties in het kabinet-Balkenende II, overleg gevoerd met alle eilanden van de Antillen over de toekomstige staatkundige veranderingen. Overeengekomen werd dat nog voor het einde van dat jaar een rondetafelconferentie zou worden gehouden. De conferentie zou niet alleen gaan over staatkundige veranderingen, maar ook de overheidsfinanciën, economie, rechtshandhaving en deugdelijk bestuur komen aan de orde.
Op 21 oktober 2005 werd na een moeizaam verlopen bestuurlijk overleg tussen Nederland en de Nederlandse Antillen een Akkoord op Hoofdlijnen gesloten. In dit akkoord stond onder meer dat de Nederlandse Antillen zich financieel zouden laten doorlichten door Nederland.
De eerste rondetafelconferentie vond plaats op 26 november 2005. Afgesproken werd dat Nederland de schulden van de Antillen zou gaan aflossen, op voorwaarde dat de Antillen voor een deugdelijke begroting zorgen en nieuwe schulden voorkomen. Als werkdatum voor de nieuwe staatkundige verhoudingen werd juli 2007 vastgesteld, hoewel minister Pechtold dat veel te kort dag vond.
Van 27 tot en met 30 maart 2006 zijn tussen minister Pechtold en de eilandgebieden van de Nederlandse Antillen en de regeringen van de Nederlandse Antillen en Aruba bilaterale gesprekken gevoerd. Dit overleg was bedoeld als opmaat voor een succesvolle volgende rondetafelconferentie. De gesprekken zijn in april 2006 op ambtelijk niveau voortgezet.
Op 1 juni 2006 heeft premier Emily de Jongh-Elhage van de Nederlandse Antillen gesproken met minister-president Balkenende, minister Pechtold en minister Zalm, waarbij ze het document Partners in het Koninkrijk ontving. Hierin stelt de Nederlandse regering wat er wat haar betreft nodig is om het proces van staatkundige vernieuwing tot een succes te maken. In de laatste week van juni bracht De Jongh-Elhage een bezoek aan Nederland om te onderhandelen over de rondetafelconferentie, die in juli had moeten plaatsvinden. De val van het tweede kabinet Balkenende gooide echter roet in het eten.

#### Slotakkoorden

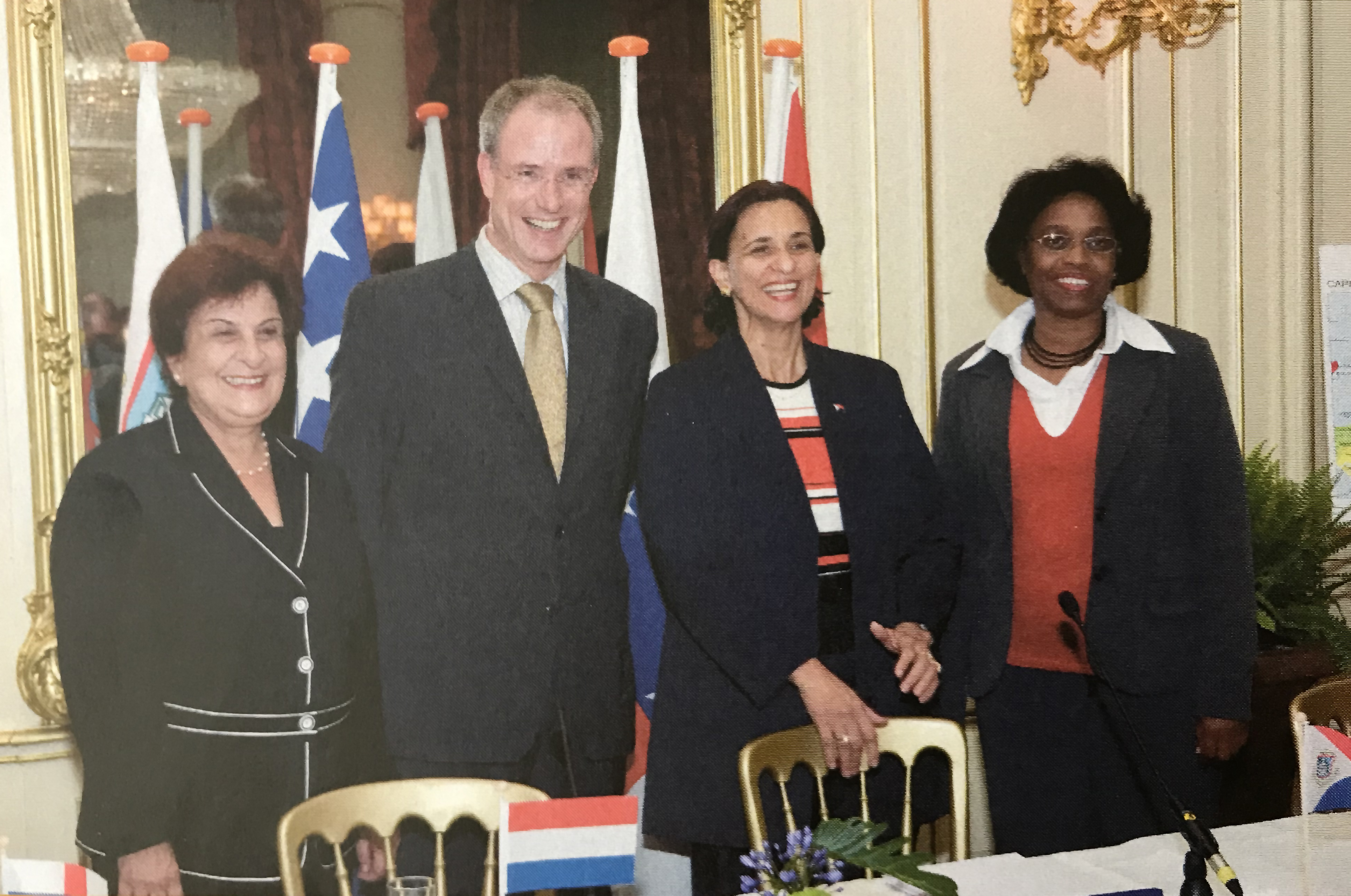
Vlnr: Emily de Jongh-Elhage, Atzo Nicolaï, Sarah Wescot-Williams en Zita Jesus-Leito (bij het bereiken van de deal in de Spaanse Hof te Den Haag, november 2006)

Atzo Nicolaï, minister voor Bestuurlijke Vernieuwing en Koninkrijksrelaties in het kabinet-Balkenende III, bracht tussen 16 en 24 augustus 2006 zijn eerste officiële werkbezoek aan de Nederlandse Antillen en Aruba. Op 18 september 2006 publiceerde de Raad van State van het Koninkrijk zijn voorlichting over de op handen zijnde staatkundige hervormingen. Op 4 oktober 2006 maakte minister Nicolaï bekend dat de eilanden Bonaire, Saba en Sint Eustatius (die oorspronkelijk koninkrijkseilanden zouden worden genoemd) een status als openbaar lichaam zullen krijgen, vergelijkbaar met die van een Nederlandse gemeente. Het slotakkoord hierover werd door deze kleine Antillen en Nederland ondertekend ter afsluiting van een minirondetafelconferentie in het Spaanse Hof te Den Haag op 11 oktober 2006. Op 2 november 2006 werd ook met Curaçao en Sint-Maarten een slotakkoord gesloten over de toekomstige verhoudingen.
De akkoorden van 11 oktober en 2 november werden vervolgens met een ruime meerderheid gesteund door de Tweede Kamer, de Staten van de Nederlandse Antillen en de eilandsraden van Bonaire, Sint-Maarten, Saba en Sint Eustatius. Alleen op Curaçao werd het akkoord op 29 november 2006 verworpen. Hierna werd besloten met de andere eilanden de hervormingen door te zetten en wat betreft de situatie van Curaçao het initiatief van die partij af te wachten.
Met de andere eilanden werd op 12 februari 2007 een overgangsakkoord gesloten, waarin onder meer werd bepaald dat de nieuwe verhoudingen in zouden gaan op 15 december 2008, Koninkrijksdag. In mei 2008 werd bekend dat deze datum niet zou worden gehaald. De nieuwe streefdatum werd januari 2010.
Op 15 december 2008, Koninkrijksdag, werd tijdens een Ronde Tafel Conferentie op Curaçao een akkoord ondertekend over de ontmanteling van de Nederlandse Antillen. Curaçao en Sint-Maarten zouden verdergaan als een nieuw autonoom land (vergelijkbaar met de status van Aruba). De eilanden Bonaire, Saba en Sint Eustatius zouden een bijzondere gemeentelijke status (openbaar lichaam) krijgen.
Op 1 oktober 2009 werd bekendgemaakt dat Nederland en de Nederlandse Antillen overeenstemming hebben bereikt de voorgenomen wijzigingen in het staatsbestel - na goedkeuring door de betrokken parlementen - te laten ingaan op 10 oktober 2010 om 00:00 Caribische tijd (UTC−4) / 06:00 uur Nederlandse zomertijd (UTC+2).

### Volksraadpleging Curaçao 2009
Op 15 mei 2009 werd door Curaçao een referendum gehouden over de wijzigingen in het staatsbestel. De opkomst bedroeg 67%; 52% van de uitgebrachte stemmen was vóór het bereikte onderhandelingsresultaat en 48% daartegen.

## Staatkundige structuur

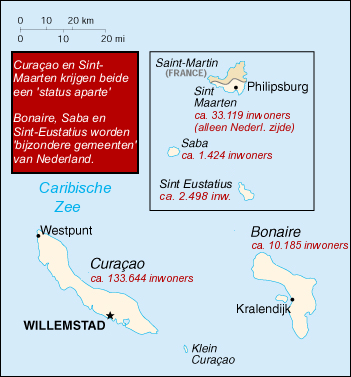
De staatkundige structuur van de Antillen tot hun opheffing als land in 2010.

Voor 10 oktober 2010 bestond het Koninkrijk der Nederlanden uit de landen Nederland, Nederlandse Antillen en Aruba.

### Het eiland Aruba
De status aparte van het eiland stond bij deze hervormingen niet ter discussie, maar minister Nicolaï stelde in een brief aan de Tweede Kamer vast dat Aruba steeds meer de samenwerking binnen het Koninkrijk opzocht. Minister Nicolaï wilde met Aruba bekijken hoe van het momentum gebruikgemaakt kon worden om de samenwerking tussen de Koninkrijksdelen te intensiveren.

### Het eiland Curaçao en het eilandgebied Sint Maarten
Het eiland Curaçao en het eilandgebied Sint Maarten zijn elk een nieuw land binnen het Koninkrijk der Nederlanden geworden (een status die vergelijkbaar is met de status aparte van Aruba).

### De eilanden Bonaire, Saba en Sint Eustatius
De eilanden Bonaire, Saba en Sint Eustatius (waarvoor in ambtelijke taal – anders dan door de bevolking van de respectievelijke eilanden zelf – de 'dossiernaam' BES-eilanden wordt gebruikt) hebben een status als "bijzondere gemeente" van Nederland verkregen. Dit kan doordat ze ingericht zijn als openbaar lichaam in de zin van artikel 134 van de Nederlandse grondwet. In het verleden zijn krachtens dit grondwetsartikel onder meer de Zuidelijke IJsselmeerpolders (OL ZIJP) bestuurd. Door dit artikel te gebruiken is op korte termijn een grondwetswijziging niet noodzakelijk, hoewel de Raad van State van het Koninkrijk een grondwetswijziging op de lange termijn wel wenselijk acht. Sinds de dag waarop de staatkundige wijzigingen in werking traden (10 oktober 2010), worden de BES-eilanden tezamen Caribisch Nederland genoemd.
In de wet die het bestuur van de eilanden regelt, is opgenomen dat de bepalingen inzake Nederlandse gemeenten van overeenkomstige toepassing zijn, met inachtneming van de in die wet op te nemen bijzondere bepalingen. De eilanden hebben dus net als Nederlandse gemeenten een burgemeester, wethouders en een gemeenteraad gekregen (hoewel misschien anders te noemen). Net als in Nederland is het bestuurssysteem op de eilanden dualistisch geworden; de taken van de gemeenteraad en het college van burgemeester en wethouders zijn strikt gescheiden. Het was de bedoeling dat een groot deel van de Nederlandse wetgeving op de eilanden zou gaan gelden. Omdat dit veel werk kost, heeft men gekozen dit geleidelijk over een langere termijn te doen: sinds de statuswijziging zal de Nederlands-Antilliaanse wetgeving waar wenselijk en/of noodzakelijk, geleidelijk worden vervangen door Nederlandse wetgeving. Verder is toegevoegd dat gezien onder meer de bevolkingsomvang van de drie eilanden, de grote afstand tot Nederland en het insulaire karakter, van de Nederlandse wetgeving afwijkende regelingen kunnen worden getroffen. De bevolking van de eilanden heeft kiesrecht voor de Tweede Kamer en het Europees Parlement gekregen, en via het Kiescollege voor de Eerste Kamer ook op de samenstelling van de Eerste Kamer.
De VVD'er Henk Kamp (voormalig minister van Defensie en oud-Tweede Kamerlid) werd benoemd tot "Commissaris voor Bonaire, Sint Eustatius en Saba" om dit proces te begeleiden.
In het akkoord dat op 11 oktober 2006 tussen deze eilanden en Nederland is gesloten staat vastgelegd dat Nederland erop zal toezien dat de eilanden zich aan bepaalde financiële eisen houden. De eilanden mogen bijvoorbeeld geen geld meer lenen. De eilanden zijn op 1 januari 2011 van de Antilliaanse gulden overgestapt op de Amerikaanse dollar. In het akkoord werd tevens vastgelegd dat het fiscaal stelsel verder onderzocht zal worden. Ook zal worden gekeken naar de vraag of de Nederlandse Belastingdienst de heffing, inning en controle van belastingen kan overnemen.
Nederland zal in de toekomst verantwoordelijk zijn voor politie en justitie op de drie eilanden. Minister Nicolaï heeft in een antwoord op vragen uit de Tweede Kamer over de hervormingen verklaard dat sociale voorzieningen als de bijstand op de drie eilanden niet hetzelfde zullen zijn als in Nederland.
Zowel de provincie Noord-Holland als de provincie Zeeland hebben voorgesteld dat Bonaire, Saba en Sint Eustatius tot de betreffende provincie zouden gaan behoren. Een ander voorstel was dat de drie eilanden een aparte provincie zouden gaan vormen. Ze zijn echter niet ingedeeld bij een bestaande of nieuwe provincie. De taken die normaal de provincie heeft, worden deels door het rijk en deels door de openbare lichamen zelf uitgevoerd.
Op Bonaire toonden niet alle bewoners zich tevreden over de directe band met Nederland zoals in 2010 tot stand gekomen. Dit heeft er onder meer toe geleid dat er eind dat jaar een staatkundig referendum werd gehouden (aanvankelijk gepland voor begin dat jaar, dus nog vóór de staatkundige hervorming inging). De uitslag, die vooral negatief uitpakte voor die band, was dankzij een zeer lage opkomst echter niet bindend. Dankzij pressie vanuit groepen eilandbewoners werd er op 18 december 2015 een nieuw referendum gehouden.

### Rechtspleging
De rechtspleging in de voormalige Antillen was volgens alle Koninkrijksdelen gebaat bij het voortbestaan van het Gemeenschappelijk Hof van Justitie van Aruba, Curaçao, Sint Maarten en van Bonaire, Sint Eustatius en Saba. Om te voorkomen dat het Hof met één land werd geïdentificeerd stelde de Raad van State voor om het Hof een eigen rechtspersoonlijkheid en zijn eigen statuten te geven.
Het hebben van een afzonderlijke procureur-generaal en een hoofdofficier van justitie voor elk Caribisch land werd door de Raad van State van het Koninkrijk als niet efficiënt beschouwd. Daarom stelde de Raad van State voor om beide ambten voor de nieuw te vormen landen samen te voegen tot het ambt van "fiscaal-generaal". Voor de drie kleine Antillen zou ook een aparte fiscaal-generaal aangewezen moeten worden.

### De gouverneur en de Raad van Advies
De Raad van State van het Koninkrijk betwijfelde of het wenselijk is om voor de nieuwe landen afzonderlijk een gouverneur aan te wijzen. De Raad van State wijst dan ook op de mogelijkheid dezelfde persoon als gouverneur van zowel Sint-Maarten als Curaçao te benoemen. Deze persoon zou dan ook het ambt van Commissaris van de Koningin voor de drie kleine Antillen moeten vervullen. Het huidige Statuut voor het Koninkrijk der Nederlanden staat het benoemen van een persoon voor meer dan één functie niet in de weg.
Voor de hand ligt dat zowel Sint-Maarten als Aruba hun eigen Raad van Advies krijgen (vergelijkbaar met de Nederlandse Raad van State). Potentiële leden voor deze raden zijn echter dun gezaaid, hetzelfde geldt voor de ambtelijke ondersteuning. De Raad van State van het Koninkrijk wees daarom op de mogelijkheid een gezamenlijke Raad van Advies voor Sint-Maarten en Curaçao te behouden die waar nodig vergadert in twee secties.

### Europese Unie
De voormalige Antillen hadden in de Europese Unie voorheen de status van landen en gebieden overzee (LGO). Er bestaat een kans dat in ieder geval bij een deel van de voormalige Antillen (de openbare lichamen Bonaire, Saba en Sint Eustatius bijvoorbeeld) de status gewijzigd zal worden in ultraperifere regio of UPG. In het akkoord van de miniconferentie is vastgelegd dat onderzocht zal worden wat de mogelijkheden en wat de implicaties zijn van het verkrijgen van een UPG-status voor de kleine Antillen.
De Raad van State van het Koninkrijk heeft in zijn voorlichting over de staatkundige hervormingen laten weten dat hij het onwenselijk acht dat de drie kleine antillen hun LGO-status na de overgangsperiode behouden, omdat dit tot merkwaardige verschillen binnen één staatsbestel zou leiden.
Voor de bijzondere gemeenten lijkt een UPG-status veel makkelijker haalbaar dan voor de autonome landen binnen het koninkrijk. Bonaire, Saba en Sint Eustatius zullen omdat ze Nederlandse wetgeving moeten invoeren veel Europese regelgeving al automatisch overnemen. Aruba, Curaçao en Sint-Maarten zullen het gehele acquis communautaire van de Europese Unie zelf moeten invoeren.
Europees commissaris Danuta Hübner verklaarde in april 2007 in het Europees Parlement dat een toekomstige UPG-status voor de drie toekomstige bijzondere gemeenten weinig praktische problemen zal opleveren voor de EU, gezien het geringe aantal inwoners op die eilanden. Wel zal er opnieuw moeten worden onderhandeld over het geld dat beschikbaar komt via de Europese fondsen. Deze liggen nu namelijk al tot 2013 vast.
In oktober 2008 werd duidelijk dat de drie eilanden in eerste instantie geen onderdeel zijn van de EU. De staatkundige hervormingen op zich hebben in dit stadium de prioriteit. Vijf jaar na de toetreding tot het Nederlands staatsbestel zal de verhouding tussen de EU en de eilanden opnieuw worden bekeken.